# 中广电传媒
中广电传媒有限公司（CBN TV，前身为“天华传媒”），是深圳天威视讯旗下的数字付费电视频道运营公司，后由广东有线广播电视网络有限公司入股，再到中国广播电视网络有限公司注资8466万元并成为天华公司控股股东，随后于2017年3月13日更名为现名。以运营数字付费电视频道，主打影视集成内容产业为目的。

## 经营范围
天华传媒在成立目的，就以运营NVOD轮播频道为基准，在内容合作、节目集成、技术开发及业务运营等方面不断开拓，与华谊兄弟、HBO、迪士尼、BBC等国内外知名的内容商进行广泛合作，为观众提供丰富高品质的视听节目，建立完备节目集成、审核、分发系统，严格按照广电总局“三审一查”要求，内容安全，符合广电播出要求，并建设了“天华云”、“同步运营系统”等业务系统，通过中国有线干线网进行安全传输，同时，建立了专业的节目策划、编排、宣推、营销等全业务运营体系，保障业务顺利运营、推广。

## 运营频道
- 前身天华传媒PushVOD频道
  - CBN每日影院频道
  - CBN幸福剧场频道
  - CBN幸福娱乐频道
  - CBN风尚生活频道

- 与中国国际广播电台旗下CIBN国广东方合办频道
  - 冰雪体育频道
  - 马拉松频道
  - 每日健身频道

- 与上海赛驰体育文化有限公司合办频道
  - 体育赛事频道SIZE